# نجارکلای قدیم
نجارکلای قدیم، روستایی از توابع شهرستان سیمرغ در استان مازندران ایران است.

## جمعیت
این روستا در دهستان تالارپی شهرستان سیمرغ قرار داشته و براساس آخرین سرشماری مرکز آمار ایران که در سال ۱۳۹۵ صورت گرفته، جمعیت آن ۷۴۷نفر (۲۶۲خانوار) بوده‌است. این روستا در تقاطع سه راهی مهمی قرار دارد که محل تقاطع راه سه شهر بابل و سیمرغ و قائمشهر به هم می‌باشد. همچنین یک پل دارد که از فراز رودخانه تالار عبور می‌کند این پل فلزی در زمان رضاشاه درست شده هست و قدمت ۱۰۰ ساله دارد.
از افراد سرشناس روستا می‌توان به خانواده بزرگ اکبری، قاسمی، حسینی، رحیم نژاد، عمرانی، ترابی، اسکندری، فرجی و محمودی‌ها اشاره کرد که نقش مهمی در معرفی روستای نجارکلا قدیم داشتند، از مهم‌ترین محصولات تولیدی این روستا میوه کیوی و تامسون بسیار مرغوب می‌توان اشاره کرد که هرساله صدها تن میوه با کیفیت بسیار بالا روانه بازارهای داخلی و خارجی می‌شود روستای نجارکلا قدیم از فرهنگ بسیار غنی و با مردمانی فهیم و با دانش روز برخوردار می‌باشد.